# Arrhalvertrag
Als Arrhalvertrag bezeichnet man einen bestimmten Vertragstyp, der vor allem in den altorientalischen und hellenistischen Rechtsordnungen vorzufinden ist, aber auch noch im Mittelalter auftritt. Er ist vom Real- und Formalvertrag zu unterscheiden. Der Arrhalvertrag kommt nicht durch Übergabe der Sache oder förmliches Versprechen zustande, sondern, wenn eine Draufgabe, Arrha, von lat. arra, übergeben wurde. Bei den mittels Arrha geschlossenen Verträgen handelte es sich meist um Kaufverträge.

## Hellenismus
Im griechischen und hellenistischen Recht war der Kaufvertrag regelmäßig als Barkauf ausgestaltet, der Käufer zahlte den Kaufpreis, der Verkäufer übergab unmittelbar die Sache. 
Um aber in Fällen, wo dies nicht möglich war, eine Verpflichtung zwischen den Vertragspartner herzustellen, behalf man sich mit der Arrha (altgr. arrabon). Der Käufer gab dem Verkäufer beim Abschluss des Vertrages eine Anzahlung in Geld oder oft auch einen Ring. Konnte oder wollte der Käufer später nicht zahlen, brauchte der Verkäufer die Kaufsache nicht zu übergeben und konnte die Arrha behalten. Leistete der Verkäufer nicht, konnte der Käufer den doppelten Wert der Arrha mit einer besonderen Klage einfordern.

## Römisches Recht
Im römischen Recht war die Arrha zwar bekannt, hatte aber keine große Bedeutung. Durch ein förmliches Versprechen konnte ein Vertrag anders als im hellenistischen Recht klagbar gemacht werden.

## Mittelalter
Hingegen findet man bis ins Spätmittelalter wieder die Draufgabe, wenn der Kaufvertrag nicht sofort erfüllt werden kann. Meistens wird diese aber lediglich als Symbol gegeben, das von den Beteiligten sofort verschenkt (Gottespfennig) oder vertrunken (Weinkauf) wird. Die Draufgabe diente im letzten Fall nicht mehr als Zwangsmittel, sondern hatte eine Beweisfunktion. Wenn nämlich jemand mit dem Vertragspartner die Draufgabe zusammen vertrank, konnte er sich an den Vorgang erinnern.

## Entwicklung in der Neuzeit
Sowohl in § 908 ABGB als Angeld als auch in § 336 BGB als Draufgabe bezeichnet ist das Rechtsinstitut übernommen worden. Es hat aber keine praktische Bedeutung mehr. Die Funktion, die Parteien zur Vertragserfüllung anzuhalten, wird heute meist durch eine Vertragsstrafe geregelt.